# Leon Uris
Leon Marcus Uris (3. srpna 1924, Baltimore, Maryland – 21. června 2003, Shelter Island, New York) byl americký spisovatel, který se proslavil svými historickými fikcemi – především bestsellery Exodus (1958) a Trinity (1976)

## Život
Leon Uris se narodil v marylandském Baltimoru v rodině polského imigranta Wolfa Williama a Američanky Anny (Blumberg) Urisových. Než přišel otec po 1. světové válce do USA, prožil rok života v Palestině. Příjmení Uris je odvozeno z hebrejského Yerushalmi – muž Jeruzaléma. Uris navštěvoval školu v Norfolku ve Virginii a v Baltimoru, ale středoškolské vzdělání nikdy nedokončil (u zkoušky z angličtiny třikrát propadl). V sedmnácti šel k americkému námořnictvu – sloužil jako radista v Guadalcanal, na atolu Tarawa a na Novém Zélandu v letech 1942 až 1945. Poté, co onemocněl malárií, se vrátil do USA, kde v San Francisku potkal seržantku námořnictva Betty Beck, svou budoucí ženu. Oženil se v roce 1945.
Od dětství snil Uris o kariéře spisovatele, svého úspěchu se dočkal až po mnoha odmítavých reakcích na své literární pokusy. První, kdo rozpoznal talent mladého autora, byl časopis Esquire, který od autora zakoupil první článek pojednávající o fotbale. Na základě tohoto prvního úspěchu se Uris odhodlal k ustavičné práci na románu pojednávajícím o hrdinství a životě americké námořní pěchoty. Do psaní vložil Uris veškeré své schopnosti a naděje; na románu pracoval i osmnáct hodin denně (zážitky včlenil do románu "Lvi v průsmyku"). Výsledný román "Battle Cry" (1953) zaznamenal úspěch jak ze strany čtenářů, tak i kritiků. Cesta románu na pulty knihkupectví nebyla jednoduchá. Román byl zprvu několikrát odmítnut a Uris na základě tohoto neúspěchu musel román mírně přepracovat. Výsledkem byla pozitivní reakce ze strany nakladatelství G.P. Putnam's Sons (1953). Slibného románu, který tematizoval populární téma poválečné doby, si záhy všiml Hollywood. Uris se ujal scénáře a film se roku 1955 dočkal realizace v hvězdném obsazení.

## Dílo v češtině
- Exodus - bestseller přeložený do mnoha jazyků, podle kterého byl natočen i film s Paulem Newmanem. Popisuje tragédii židovského národa a postupný vznik státu Izrael.
- Milá č.18 - příběh z povstání ve varšavském ghettu na konci války.
- Bůh v troskách
- Lvi v průsmyku
- Soud Jejího veličenstva
- Vykoupení